# 巴迪亚教堂
佛罗伦萨巴迪亚教堂（Badìa Fiorentina）是一座罗马天主教教堂和修道院，位于意大利佛罗伦萨市中心的Proconsolo街。但丁幼年成长的但丁故居就在教堂对面，1910年重建作为但丁博物馆。在他著名的《神曲》中回忆听到这里弥撒中的歌唱和额我略圣咏。1373年，乔万尼·薄伽丘在毗邻巴迪亚教堂北门的圣斯德望小堂发表 关于但丁《神曲》的著名演讲。

## 历史
巴迪亚修道院由托斯卡纳伯爵夫人创立于978年，以纪念她已故的丈夫，当时属于本笃会，曾是中世纪佛罗伦萨的主要建筑物之一。1071年修道院内建立了医院。教堂的钟声标志着佛罗伦萨一天的主要部分。1284-1310年，原来的罗曼式建筑重建为哥特式建筑，但在1307年，教堂的钟楼被部分拆除，以惩罚修士抗缴公民税。1627-1631年，该教堂进行巴洛克改造。突出的钟楼完成于1310-1330年，下部为罗曼式，而上部为哥特式。
修士们每天下午6时唱晚祷，下午6:30弥撒。当地人和游客都以参加晚祷或弥撒作为在佛罗伦萨最美的体验之一。